# Argelès-Bagnères
Argelès-Bagnères è un comune francese di 125 abitanti situato nel dipartimento degli Alti Pirenei nella regione dell'Occitania.

## Società

### Evoluzione demografica
Abitanti censiti